# Irina Melesjina
Irina Aleksejevna Melesjina-Simagina (Russisch: Ирина Алексеевна Симагина) (Rjazan, 25 mei 1982) is een Russische verspringster. Zij nam eenmaal deel aan de Olympische Spelen en veroverde bij die gelegenheid een zilveren medaille.

## Loopbaan
In 2003 won het verspringen Simagina op de universiade door de Roemeense Alina Militaru (zilver) en de Hongaarse Zita Ajkler te verslaan.
Haar beste prestaties behaalde ze in 2004. Ze won een zilveren medaille op de Olympische Spelen van Athene achter de Russische Tatjana Lebedeva (goud) en de Russische Tatjana Kotova (brons). Ook won ze dat jaar de Europese indoorcup in Leipzig, de Europacup in het Poolse Bydgoszcz en de wereldatletiekfinale in Monte Carlo. In het Russische Toela verbeterde zij op 31 juli haar persoonlijk record tot 7,27 m.

## Titels
- Russisch indoorkampioene verspringen - 2008

## Persoonlijke records
| Onderdeel             | Prestatie | Datum            | Plaats    |
| --------------------- | --------- | ---------------- | --------- |
| verspringen (outdoor) | 7,27 m    | 31 juli 2004     | Toela     |
| verspringen (indoor)  | 6,96 m    | 21 februari 2008 | Stockholm |

## Palmares

### verspringen
- 1999: 5e WJK - 5,99 m
- 2000: 6e WJK - 6,21 m
- 2002: 4e EK indoor - 6,64 m
- 2003:  Universiade - 6,49 m
- 2003:  EK U23 - 6,70 m
- 2004:  Europese indoorcup - 6,72 m
- 2004:  Europacup - 6,91 m
- 2004:  Wereldatletiekfinale - 6,74
- 2004:  OS - 7,05 m
- 2005:  Europacup - 6,76 m
- 2005: 7e Wereldatletiekfinale - 6,47 m
- 2008:  WK indoor - 6,88 m